# Yunus Özel
Yunus Özel (ur. 18 sierpnia 1987 roku) – turecki zapaśnik walczący w stylu klasycznym.
Wicemistrz świata w 2014. Brązowy medalista mistrzostw Europy w 2014. Trzynasty na igrzyskach europejskich w 2015. Czwarty w Pucharze Świata w 2015 i piąty w 2014 roku.